# Justicia nuttii
Justicia nuttii är en akantusväxtart som beskrevs av C. B. Cl.. Justicia nuttii ingår i släktet Justicia och familjen akantusväxter. Inga underarter finns listade i Catalogue of Life.